# Diosdado Mbele
Diosdado Mbele Mba Mangue (ur. 8 kwietnia 1997 w Malabo) – gwinejski piłkarz grający na pozycji środkowego obrońcy. Od 2020 jest zawodnikiem klubu Futuro Kings FC.

## Kariera klubowa
Swoją karierę piłkarską Mbele rozpoczął w klubie Leones Vegetarianos FC. W 2013 roku zadebiutował w jego barwach w pierwszej lidze Gwinei Równikowej. Grał w nim do 2015 roku.
W 2015 roku Mbele przeszedł do maltańskiego klubu Hibernians FC. Swój debiut w nim zaliczył 17 stycznia 2016 w wygranym 4:0 wyjazdowym meczu z Mostą FC.
W 2017 roku Mbele grał najpierw w etiopskim Hawassa City SC, a następnie w fińskim AC Kajaani. W 2018 roku wrócił do Leones Vegetarianos. Następnie grał w Mekelle 70 Enderta FC (2018-2019) i Akonangui FC (2019). W 2020 przeszedł do Futuro Kings FC.

## Kariera reprezentacyjna
W reprezentacji Gwinei Równikowej Mbele zadebiutował 5 czerwca 2013 w przegranym 0:1 towarzyskim meczu z Togo. W 2015 roku został powołany do kadry na Puchar Narodów Afryki 2015. Na tym turnieju rozegrał cztery mecze: z Kongiem (1:1), z Burkina Faso (0:0), ćwierćfinałowy z Tunezją (2:1) i półfinałowy z Ghaną (0:3). Z Gwineą Równikową zajął 4. miejsce w tym turnieju.